# Jessica Mauboy
Jessica Hilda Mauboy (ur. 4 sierpnia 1989 w Darwinie) – australijska piosenkarka R&B, autorka tekstów i aktorka.

## Życiorys
W 2006 zajęła drugie miejsce w czwartym sezonie programu Australian Idol. Po udziale w talent show podpisała kontrakt z wytwórnią muzyczną Sony Music Australia, która w lutym 2007 wydała album pt. The Journey, zawierający występy z Australian Idol. Album dotarł do czwartego miejsca listy ARIA Albums Chart i otrzymał certyfikat złotej płyty.

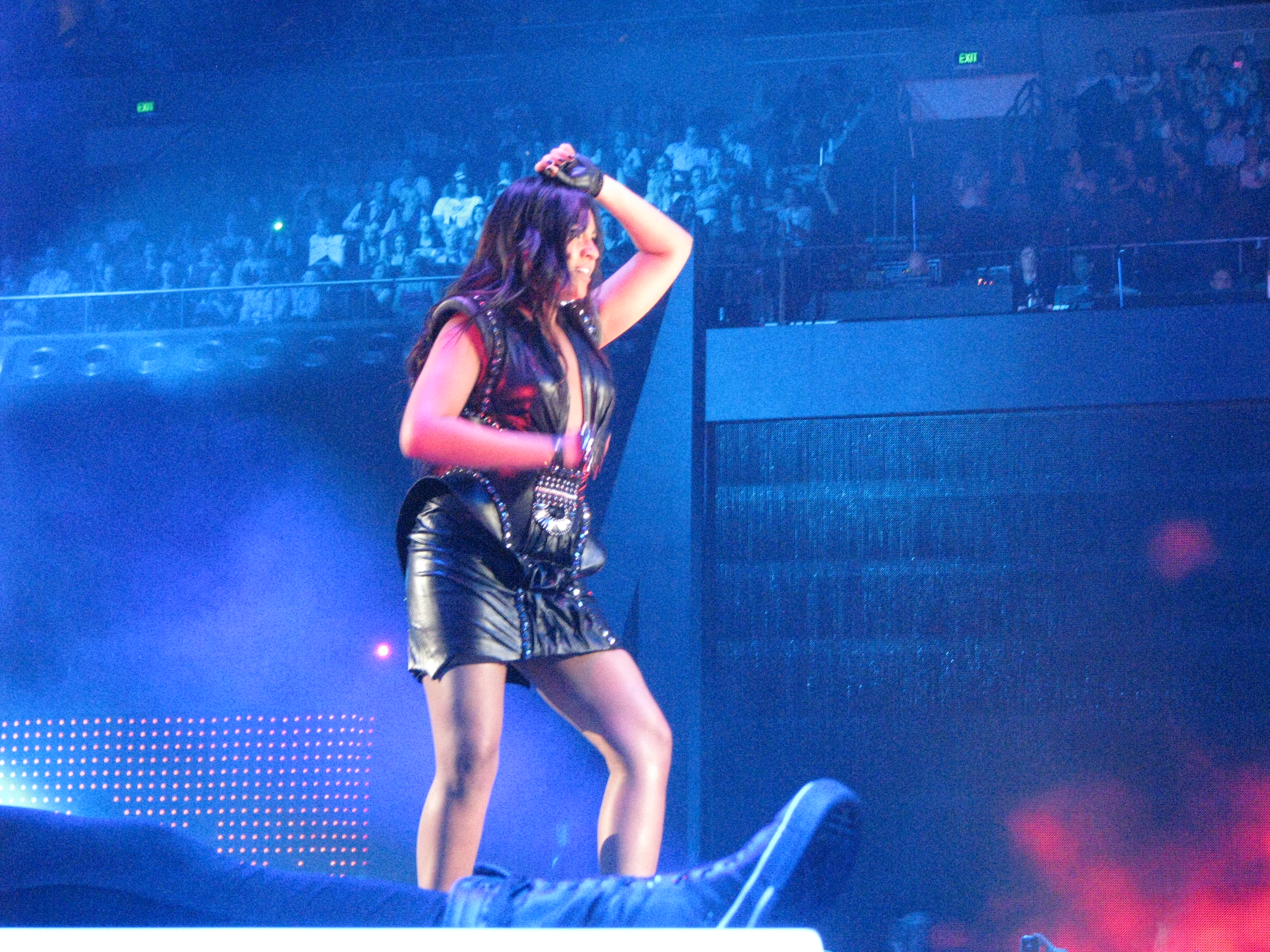
Jessica Mauboy podczas występu na gali rozdania nagród ARIA, 2009

W listopadzie 2008 wydała debiutancki album studyjny pt. Been Waiting. Płytę promowała singlem „Running Back”, nagranym z gościnnym udziałem Flo Ridy, z którym zajęła trzecie miejsce na liście przebojów w Australii. 5 listopada 2010 wydała drugi album studyjny pt. Get ’Em Girls. 4 października 2013 wydała trzeci album studyjny pt. Beautiful. W maju 2014 wykonała utwór „Sea of Flags” podczas gościnnego występu w finale 59. Konkursu Piosenki Eurowizji w Kopenhadze.
W grudniu 2017 została ogłoszona reprezentantką Australii w 63. Konkursie Piosenki Eurowizji organizowanym w maju 2018 w Lizbonie. Z piosenką „We Got Love” wystąpiła 10 maja jako dwunasta w kolejności w drugim półfinale konkursu i z czwartego miejsca zakwalifikowała się do finału, który został rozegrany 12 maja. Zajęła w nim 20. miejsce po zdobyciu 99 punktów w tym 9 punktów od telewidzów (26. miejsce) i 90 pkt od jurorów (12. miejsce).

## Dyskografia

### Albumy studyjne
- Been Waiting (2008)
- Get ’Em Girls (2010)
- Beautiful (2013)

### Ścieżki dźwiękowe
- The Sapphires: Original Motion Picture Soundtrack (2012)
- The Secret Daughter: Songs from the Original TV Series (2016)
- The Secret Daughter Season Two: Songs from the Original 7 Series (2017)